# Material-Input pro Serviceeinheit
Material-Input pro Serviceeinheit (MIPS) stellt ein grundlegendes Maß zur Abschätzung des Umweltbelastungspotenzials von Produkten und Dienstleistungen dar. Das Konzept wurde von Friedrich Schmidt-Bleek am Wuppertal Institut für Klima, Umwelt, Energie gGmbH Anfang der 1990er Jahre entwickelt, um Strategien zur Dematerialisierung zu unterstützen und den ökologischen Rucksack zu verkleinern.

## MIPS-Konzept
Definition: MIPS = MI/S (Material-Input pro Serviceeinheit bzw. Dienstleistungseinheit) ist der lebenszyklusweite Input natürlicher Ressourcen MI, der für die Erfüllung eines menschlichen Wunsches oder Bedürfnisses S unter Nutzung technischer Mittel aufgebracht wird.
Beim MIPS-Konzept werden jegliche Energie- und Materialströme erfasst und aufsummiert, welche innerhalb des Lebenszyklus eines Produktes oder einer Dienstleistung verwendet werden. MIPS ist ein quantitatives Maß für den Natureinsatz eines Produktes oder einer Dienstleistung. Der Materialeinsatz (Material Input) wird dabei in SI-konformen Einheiten, wie z. B. kg oder t ausgewiesen und auf die Dienstleistungseinheit (Service Unit), wie z. B. ein Kubikmeter umbauter Raum, bezogen.
Der Materialinput pro Serviceeinheit (MIPS) ist ein einfacher und handhabbarer Ansatz zur Bewertung des Umweltbelastungspotenzials. Da von einem Produkt oder Prozess ausgehende Outputströme, wie Emissionen und Produktionsabfälle, oft nur sehr schwer zu erfassen sind, wird vereinfachend angenommen, dass durch eine Reduktion des Materialinputs auch die Umweltbelastung verringert werden kann.
Als ökologischer Rucksack wird dabei der Materialinput (MI) zur Herstellung eines Gutes abzüglich der Eigenmasse dieses Gutes betrachtet. Bezieht sich der Materialinput auf eine Einheit des jeweiligen Gutes, so spricht man von der Materialintensität. Der Materialinput pro Serviceeinheit ergibt sich durch den Bezug der Materialintensität auf eine Serviceeinheit, die dem gewünschten Nutzen oder der erwarteten Dienstleistung entspricht. Die ermittelten Materialinputs werden bei dieser Methode nach den folgenden fünf Kategorien getrennt ausgewiesen:
1. abiotisches Material,
2. biotisches Material,
3. Bodenbewegung in der Land- und Forstwirtschaft,
4. Wasser und
5. Luft(-Bestandteile)

Eine Aggregation der ermittelten Werte wird auf Grund der Unterschiedlichkeit der Kategorien und damit zusammenhängenden Problemen bei der Gewichtung i. d. R. vermieden. Zur einfacheren Darstellung der Ergebnisse können jedoch abiotisches Material, biotisches Material und Bodenbewegungen in der Land- und Forstwirtschaft als Total Material Requirement (TMR) zusammengefasst werden.

## Kritik
Eine fundamental geäußerte Kritik gegenüber dem MIPS-Konzept ist die fehlende Berücksichtigung von qualitativen Umweltaspekten innerhalb der MIPS-Methodik. Im MIPS-Konzept gilt ein Produkt oder eine Dienstleistung dann als potenziell umweltbelastender, wenn sein MIPS-Wert höher ausfällt als der eines Vergleichsproduktes oder einer vergleichbaren Dienstleistung. Das MIPS-Konzept führt keinen Vergleich unterschiedlicher Wirkungskategorien bereits bekannter Umweltauswirkungen durch, wie es etwa bei Ökobilanzen der Fall ist.
Das MIPS-Konzept schließt aber die Berücksichtigung bereits bekannter Umweltauswirkungen als zusätzliche Information bei der Beurteilung der Umweltqualität von Produkten und Dienstleistungen keineswegs aus. Vielmehr wurde das MIPS-Konzept für solche Fälle entwickelt, in denen negative Umweltaspekte noch nicht ausreichend bekannt sind.
Eine weitere, damit zusammenhängende Kritik gegenüber dem MIPS-Konzept ist das gleichberechtigte Aufsummieren unterschiedlicher Materialien bei der Berechnung des Material-Inputs. Bei diesen Berechnungen werden unterschiedliche Materialien wie etwa Gold oder Bodenaushub gleich behandelt. Allerdings haben Gold und Boden an sich völlig unterschiedliche MIPS-Werte, was natürlich in die Berechnungen entsprechend eingeht (Gold hat einen MIPS-Wert von 540.000, Boden einen Wert von 1).
In der Praxis zeigt sich, dass die Höhe des MIPS-Wertes mit den heute bekannten negativen Umweltauswirkungen häufig korrespondiert. Einer der höchsten jeweils berechneten MIPS-Werte weist beispielsweise spaltbares Uran auf.

## Praxis-Beispiel: MIPS-Haus
Mipshaus ist ein Begriff für ein nach dem MIPS-Konzept ressourcenoptimiertes Gebäude. Er beschreibt einen Ressourcenstandard eines Gebäudes und ist damit die Weiterentwicklung der für Gebäude bereits bestehenden Energiestandards wie dem Niedrigenergiehaus oder dem Passivhaus. Im Gegensatz zu diesen Standards wird eine Bewertung nicht allein nach dem Energieverbrauch in der Nutzungsphase vorgenommen, sondern erweitert um die Herstellungsphase und den späteren Rückbau. Somit wird die Betrachtung auf den gesamten Lebenszyklus eines Gebäudes erweitert. Grundlage der Bewertung ist dabei nicht nur der Energieverbrauch, sondern der komplette Naturverbrauch. Ausgehend von der These, dass die bei einem Herstellungsprozess entstehenden Stoffe sehr vielfältig und in ihrer Auswirkung und Wechselwirkung kaum überschaubar sind, wird beim Mipshausstandard daher eine Bewertung nach der Menge der eingesetzten Stoffe vorgenommen (Inputbetrachtung statt Outputbetrachtung). Die eingesetzten Stoffe werden dabei in die fünf oben genannten Kategorien eingeteilt.
„Ressourceneffizient“ ist ein Gebäude dann, wenn durch Bau, Instandhaltung, Nutzung und Entsorgung möglichst wenig Natur genutzt wird. Ein Ansatz, die Ressourceneffizienz zu erhöhen, kann z. B. auch darin bestehen, durch gut ausgeführte Wärmedämmmaßnahmen an der gebäudeumfassenden Hülle Heizenergie einzusparen. Auch zur Energiebereitstellung wird bei der Gewinnung der Energieträger in die natürlichen Kreisläufe eingegriffen. So kostet auch die Herstellung der Dämmstoffe Natur. Hier ist zu berücksichtigen, ob durch eine Maßnahme in der Summe Natur eingespart werden konnte (vgl. Ökobilanzierung). Nur selten ist unmittelbar, d. h. ohne eine genauere Analyse, zu erkennen, wie viel Material zur Herstellung eines bestimmten Produktes direkt und indirekt in Anspruch genommen wurde – dem Produkt ist es nicht anzusehen.
Wichtigste Anforderung an ein „Mipshaus“ ist deshalb die Berücksichtigung der lebenszyklusweiten Ressourceneffizienz „von der Wiege bis zur Bahre“ bereits während der Planungsphase.